# Атом в геральдике
Символ атома используется в геральдике с 1955 года. Обычно атом изображается согласно упрощённому графическому изображению модели Бора-Резерфорда — в виде точки, реже — безанта (диска или шара), символизирующего атомное ядро, и окружающих его более двух взаимно перекрещенных замкнутых или переплетенных линий, символизирующих орбиты электронов. Бывает, что художник заменяет один из элементов (чаще всего безант) сохраняя при этом общий смысл фигуры.
Чаще всего фигура может символизировать атомную энергетику («мирный атом»), ядерное оружие, физику (в основном ядерную), либо науку и научно-технический прогресс в целом. В более частных случаях символ атома может обозначать конкретный химический элемент. Примером может послужить герб поселка Великодворский Владимирской области, где этот символ означает атом бериллия.
Эмблемы и гербы с изображением атома получили широкое распространение в Советском Союзе в 1970—1980—е годы. По мнению В. В. Похлёбкина, художникам обычно с трудом удавалось выразить идею с помощью этого символа.

## Прочие символы
В редких случаях художникам удается более творчески передать идею отношения населённого пункта к атомной или ядерной энергетике, не цитируя при этом на гербе популярную модель атома Резерфорда. Примерами могут послужить гербы следующих населенных пунктов:
Сен-Вюльба (Франция).
В качестве символа атома для коммуны Сен-Вюльба во Франции был избран серебряный безант с нетривиальным точечным орнаментом, апеллирующим к осовремененному представлению модели атома Томсона «пудинг с изюмом» 1904 года.
Энергодар (Украина).
Одним из альтернативных подходов к отображению связи населенного пункта с атомной энергетикой является апелляция к изображению солнца и солнечной энергии:
В золотом поле червленое солнце с 24-мя лучами и золотым диском в центре»
Нетешин (Украина)
Для герба Украинского города Нетешин также была выбрана стилизация в виде семи серебряных сот расположенных в форме цветка. Изображение повторяет расположение тепловыделяющих сборок в чехле свежего топлива для реактора ВВЭР-1000. Со слов автора композиции герба В. В. Походонько:
Шестилепестковый стилизованный „цветок“ — фрагмент атомного реактора ВВЕР-1000 Хмельницкой АЭС, который состоит из семи кассет, и указывает на основную отрасль, что способствовала развитию поселения, а серебряный цвет символизирует надежность и безопасность.
Озёрск (Челябинская область)
Для герба города Озерска Челябинской области вместо простой и понятной фигуры атома Резерфорда также было выбрано схематичное изображение активной зоны атомного реактора.
Заречный (Свердловская область)
Для герба города (тогда еще поселка) Заречный Свердловской области художником был выбран подсолнух с интересным расположением «семян» внутри центрального круга, которое условно повторяет либо расположение ТВС в активной зоне атомного реактора на тепловых нейтронах АМБ, либо расположение ТВЭЛ внутри сборки.
Удомля
Для герба города Удомля и Удомельского района Тверской области в качестве символа принадлежности к атомной энергетике также была выбрана разновидность безанта — серебряный диск, помещенный в оригинальный орнамент.
Нововоронеж
Для отражения связи Нововоронежа с атомной энергетикой была выбрана геральдическая фигура безант (шар) 
с тремя расходящимися до краёв полотнища наподобие вилообразного креста лучами
 — аллегорический символ атома и атомной энергии, укрощенной (в лапах орла) и служащей на благо человека.
Серпухов
Со слов авторов на гербе 1967 года 
изображено кольцо с атомом, как бы символизируя Протвинский ускоритель частиц
 Однако, для изображения атома принята необычная форма безанта с шестью неравными выходящими лучами, что можно отнести к вполне нетривиальным изображениям атома.
Современный (исторический) вариант герба Серпухова также допускает трактовку связи города с атомной энергетикой, несмотря на то, что в официальном описании герба такая трактовка отсутствует. Золотой хвост павлина, выполненный в форме сложного безанта символизирует солнце и солнечную (атомную) энергию, а серебряный холм служащий опорой для павлина — укрощенный атом.
Макеевка
Центральной фигурой герба (эмблемы) Макеевки советского образца является стилизованное изображение атома углерода. Он выполнен в виде безанта с четырьмя короткими лучами, символизирующиеми валентные связи и расположенными соответственно. Из описания эмблемы
Атом углерода: верхний энергетический уровень (фон круга) — тёмно-серого цвета, валентные связи — золотистые.

## Галерея

Сакле, Франция
Карлштайн-на-Майне, Германия
Жёлтые Воды[8], Украина
Курчатов, Казахстан
Железногорск, Россия[9]
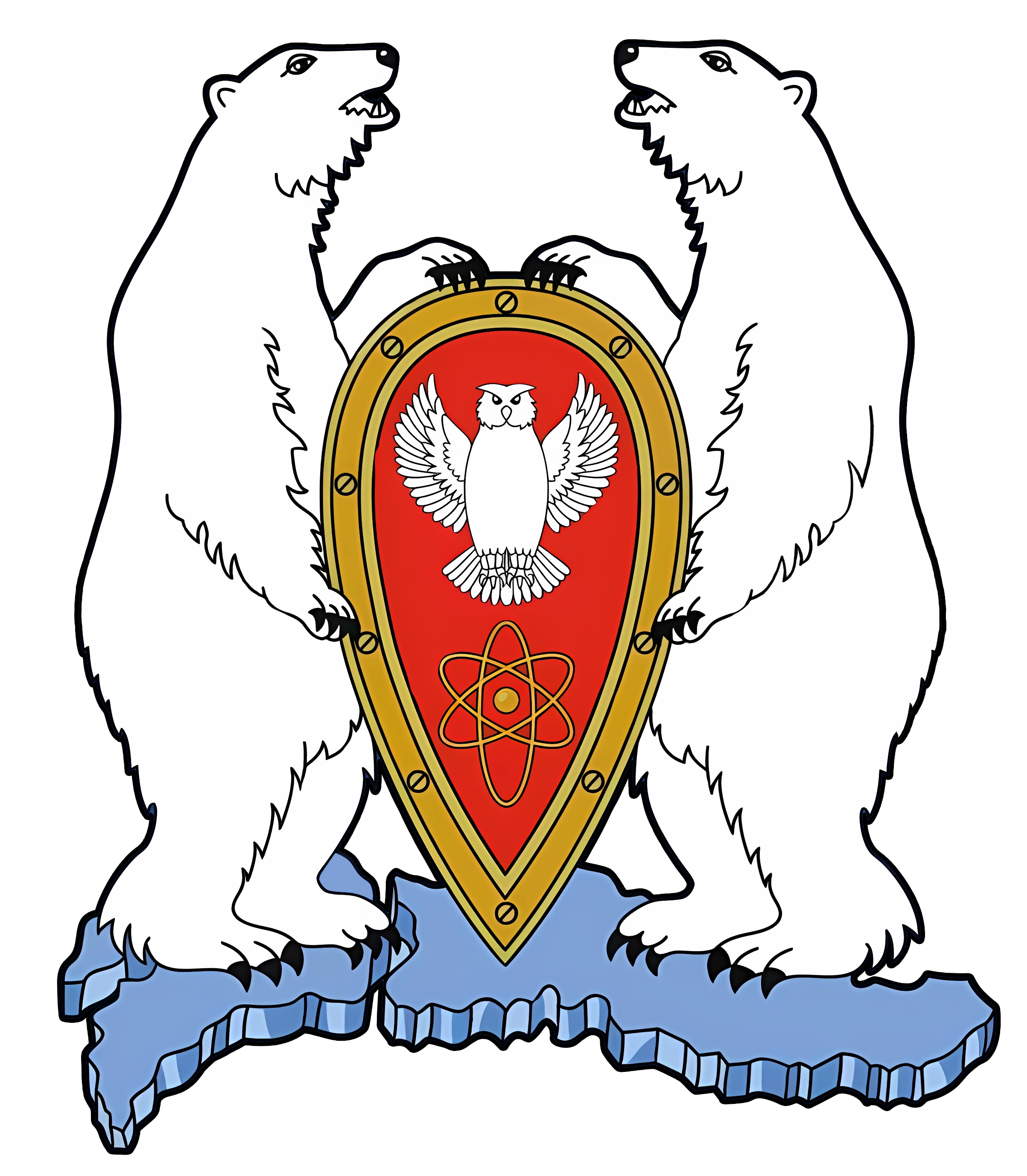
Новая земля, Россия
Щёлкино, Россия
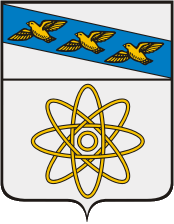
Курчатов, Россия
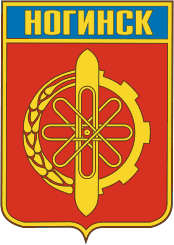
Ногинск с 1988 по 2003
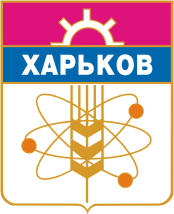
Харьков, Украина с 1968 по 1995
МАГАТЭ
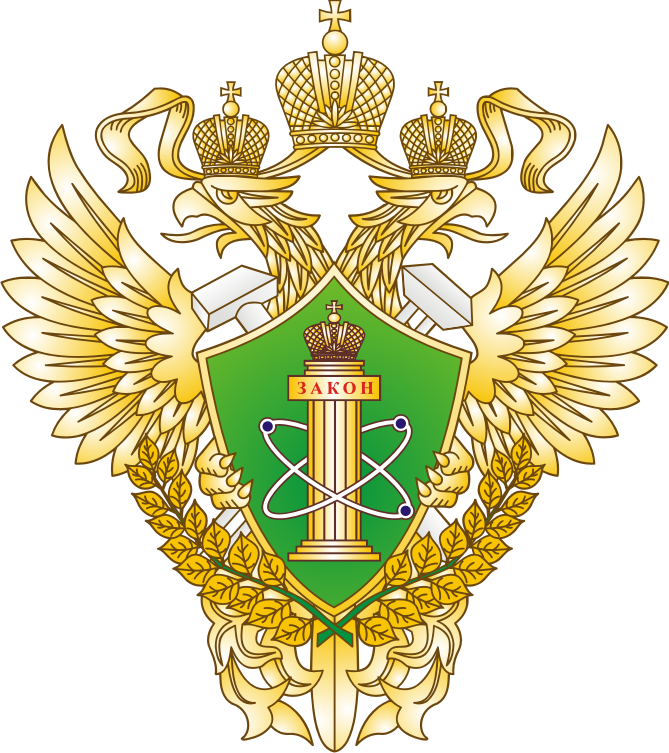
Ростехнадзор